# Мухор-Тала (село)
Мухо́р-Тала́ (бур. Мухар Тала — «крайняя степь, поле») — село в Заиграевском районе Бурятии. Входит в сельское поселение «Верхнеилькинское».

## География
Расположено у южного подножия Худанского хребта в 12 км к северо-западу от центра сельского поселения — села Ташелан, и в 10 км северо-восточнее села Новоильинск.

## Население
| 2002 | 2010 |
| ---- | ---- |
| 289  | ↘222 |

## История
Село основано в 1835 году старообрядцами, переехавшими из Новой Бряни.

## Люди, связанные с селом
- Афанасьев, Никифор Самсонович (1910—1980) — Герой Советского Союза, участник Великой Отечественной войны, уроженец Мухор-Талы. Одна из улиц села носит имя Н. С. Афанасьева.

## Достопримечательности
- Мухор-Тала — комплекс стоянок-мастерских эпохи палеолита — неолита.